# جمعة عتيقة
الدكتور  جمعة أحمد عبد الله عتيقة (مواليد ليبيا 1950) هو ناشط حقوقي ورئيس المؤتمر الوطني العام الليبي المؤقت خلفًا لمحمد يوسف المقريف الذي استقال في 28 مايو 2013 إثر إقرار قانون العزل السياسي والذي يطاله، مما جعل من الدكتور جمعة عتيقة رئيسًا للمؤتمر بحكم أنه النائب الأول لرئاسة المؤتمر الوطني العام.
وقد تحصل الدكتور جمعة عتيقة على شهادة ليسانس في الحقوق- الجامعة الليبية بنغازي 1972، وعمل في الفترة 1972-1973 وكيلًا للنيابة العامة في ليبيا، وبعد خروجه من السجن عمل كمحامي أمام المحاكم الابتدائية والإستئنافية وعضو مجلس نقابة المحامين 1974-1978، التحق بقسم الدراسات العليا بجامعة روما في القانون الجنائي وعلم الإجرام وتحصل على شهادة الدكتوراة فيها عام 1983، وعمل عام 1986 كباحث مساعد بمركز البحوث القانونية بوزارة العدل العراق ومحاضر بالمعهد القضائي.

## عضويات
- أمين جمعية حقوق الإنسان سابقاَ.
- عضو اتحاد المحاميين العرب.
- عضو مركز التحكيم العربي الدولي.
- عضو منظمة العفو الدولية منذ عام 1976.
- عضو رابطة الأدباء والكتاب الليبيين.
- عضو منتدى الإصلاح العربي.
- رئيس جمعية حقوق الإنسان الليبية( بعد ثورة فبراير).
- عضو اللجنة الوطنية لتطوير القضاء 2012.

## الدورات والمؤتمرات التي شارك فيها
- مؤتمر اتحاد المحاميين العرب بغداد 1974.
- مؤتمر اتحاد المحاميين العرب تونس 1976.
- مؤتمر اتحاد المحاميين العرب الرباط 1980.
- دورة المعهد العالي للعلوم الجنائية الدولية ( سيراكوزا إيطاليا) 1979.
- مؤتمر مراكز التحكيم العربية بيروت 1999.
- مؤتمر قضايا الإصلاح العربي الإسكندرية ( مصر) 2004.
- دورة المعهد الدبلوماسي الأردني لتدريب أعضاء الهيئات القضائية في قضايا حقوق الإنسان 2003.
- مؤتمر المنظمة العربية لحقوق الإنسان حول المجتمع المدني الإسكندرية 2004.
- مؤتمر الإصلاح العربي الثاني الإسكندرية 2005.
- مؤتمر حول المجتمع المدني وحقوق الإنسان ( قطر) 2005.
- مؤتمر العدالة الانتقالية القاهرة 2011.
- مؤتمر المرأة في الدستور ( لندن) 2012.
- مؤتمر التجارب الناجحة ( إسطنبول) 2012.

و غيرها من المشاركات والمحاظرات والندوات والمقالات.

## أبرز كتاباته
- حقوق السجين_ ترجمة عن الإيطالية_ 1987 مركز البحوث القانونية بغداد.
- الجرائم ضد السلام في القانون الدولي الجنائي 1998.
- حقوق الإنسان ( مقاربات) 2005 القاهرة.
- حفنة من بذار - آراء ومواقف- 2010 .
- مذكراتي في السجن والغربة( سيرة ذاتية) - 2011.
- ثلاث دواوين شعرية.
- مجموعة من المقالات والبحوث الفكرية والقانونية نشرت في مجلات وجرائد ليبية وعربية مختلفة منذ سنة 1967 وحتى الآن.